# Збаразький район

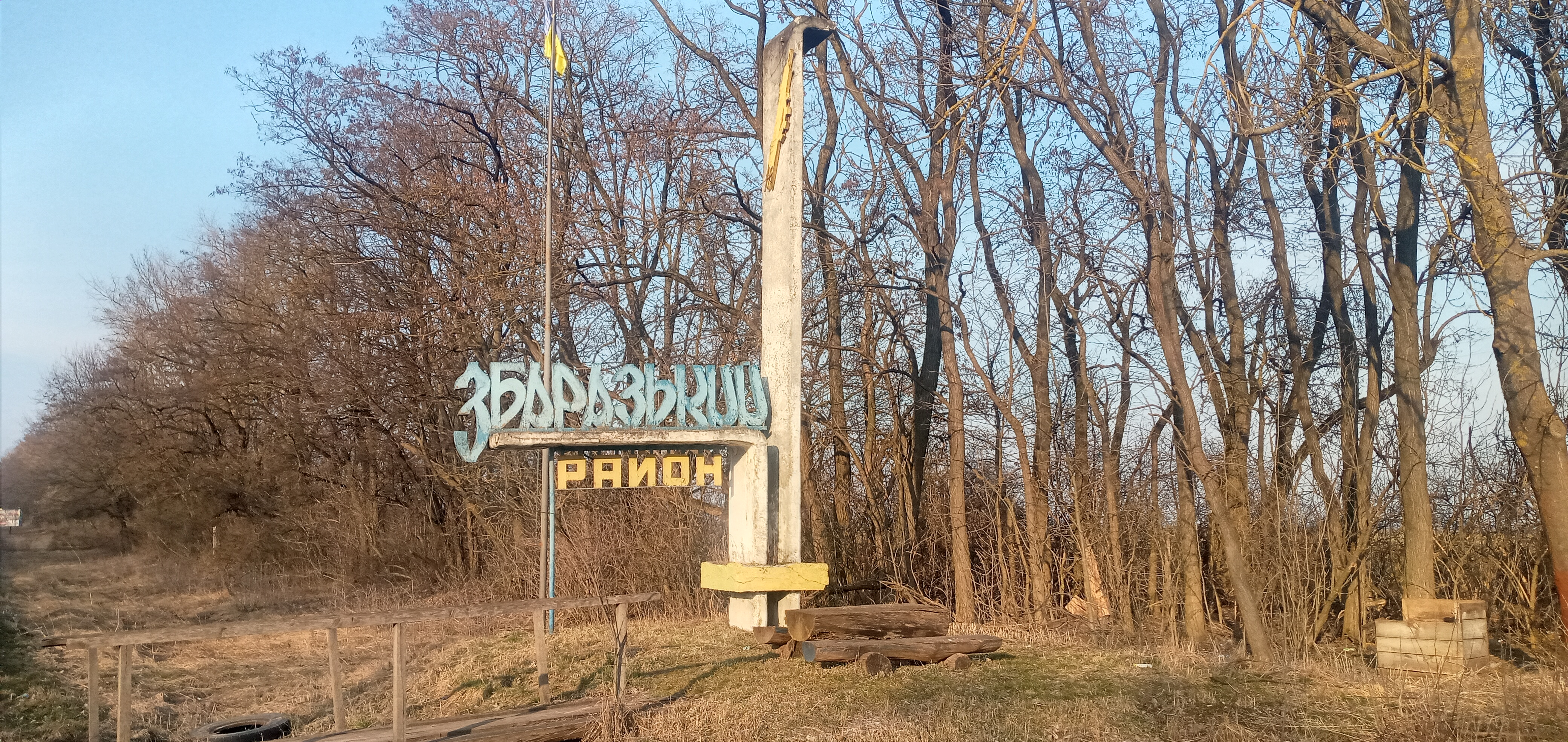
Дороговказ на межі колишнього Тернопільського(1966-1940) та Збаразького районів

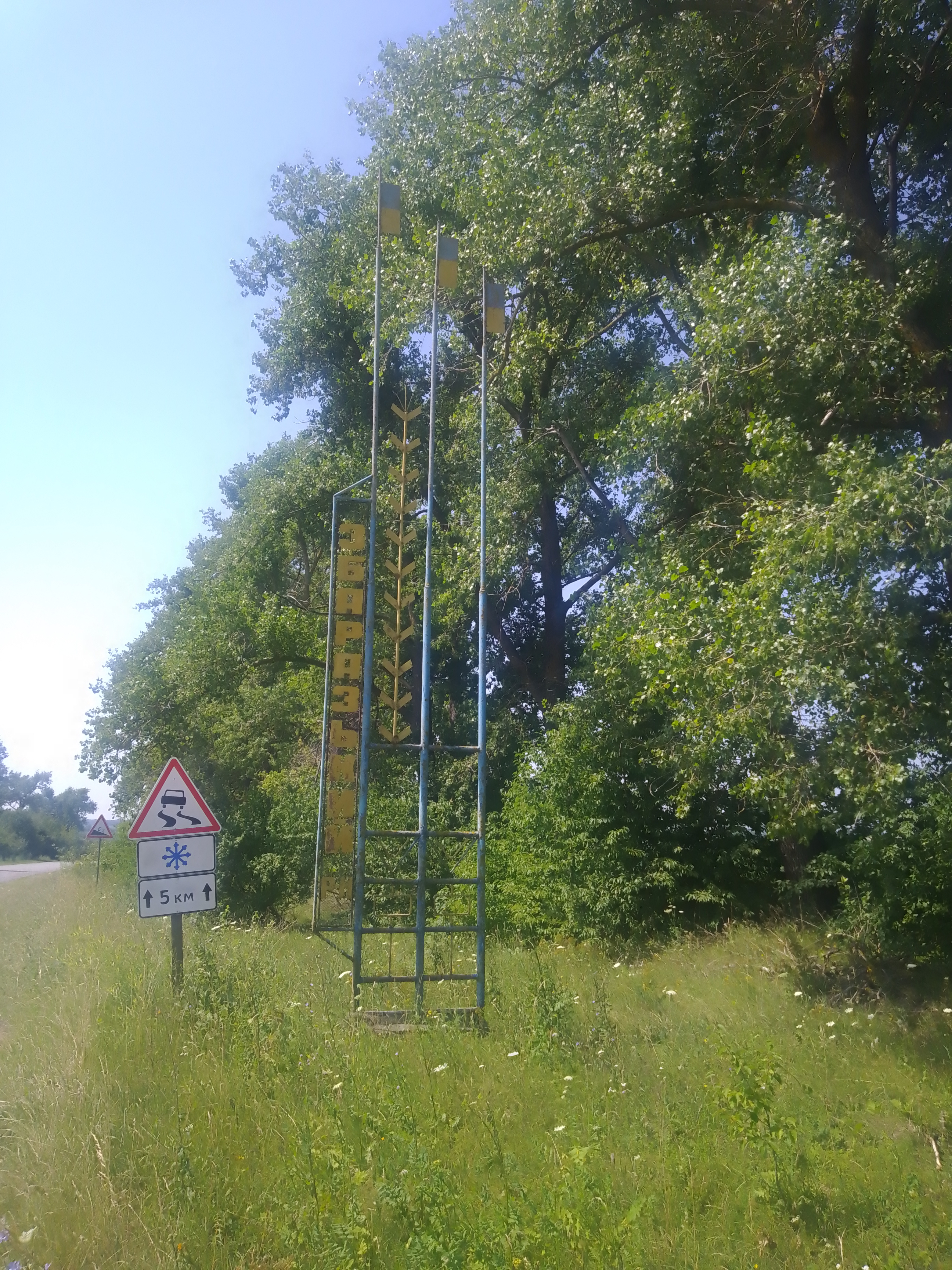
Дороговказ на межі з колишнім Лановецьким районом

Зба́разький райо́н (також Збара́зький) — колишній район в Україні, на півночі Тернопільської області. Центр — місто Збараж. Створений у 1940 році. Площа — 900 км². Населення — 57 тис. осіб (2017), переважно українці.
Ліквідований 19 липня 2020 року.

## Адміністративний поділ
Площа району 863 км². Район знаходився в північній частині Тернопільської області. Він межував з такими районами: на півночі та на північному заході з колишнім Кременецьким(1940-2020), на заході із Зборівським, на південному заході та півдні з колишнім Тернопільським(1966-2020), на південному сході із Підволочиським, на сході із Лановецьким і на північному сході з Шумським районом.
У районі — місто Збараж (райцентр і залізнична станція), смт Вишнівець і 73 сільські населені пункти.

## Географія
3баразький район розташований на Волино-Подільській височині. У південній його частині — Товтровий кряж (гори Медобори).

### Клімат
Найвищі суми тепла припадають на червень—липень, а найменші — на січень. Річна сума тепла на більшій частині району коливається межах 35—40 ккал/см² (згідно з даними Тернопільської метеостанції).
За даними спостережень 2006—2008 років переважає західне перенесення повітряних мас, що зумовлює перевагу вітрів західної чверті горизонту над вітрами східної чверті (див. розу вітрів нижче). Частіше всього спостерігаються вітри північно-західних, західних і південно-західних напрямків, найменше — північних, південних і східних.
Термічний режим району характеризується континентальним типом річного ходу температури повітря. За даними спостережень на Медоборах середньомісячна температура липня становить 16—18 °C, а найхолоднішого — січня — 5—6°С. Дуже чітко спостерігається взаємозалежність температур та атмосферного тиску (див дод. 2,3,4,8)
Протягом року в середньому випадає 600—700 мм опадів, найбільше на 700 мм — на Товтровій гряді і на Авратинській височині, менше — 550—560 мм — в долині р. Горинь.
Найвища точка — гора Зубова біля села Доброводи (432 м). Поклади глини, вапняків, пісковиків, крейди.

### Внутрішні води
Річки та потоки району займають 406 га (0,6 %) площі. належать до басейнів річок Дністра, Прип'яті, Збруча.
В північній частині району головною водною артерією є р. Горинь.
Річки південної частини району належать до басейну р. Дністер, зокрема до басейну р. Гнізна, лівої притоки р. Серет.
До басейну р. Збруч в Збаразькому районі належать річки (їх верхів'я) Самчик і Вовчок.
Для річок Збаражчини характерне змішане живлення. Замерзають річки наприкінці грудня, скресають на початку березня. Водний режим річок визначається особливостями їх живлення. Досить чітко виділяється висока весняна повінь, низька зимова і літня межень, яка порушується зливовими дощовими паводками. В зимовий період під час відлиг і спостерігаються підйоми рівня води в річках. Паводкові підйоми рівня можна спостерігати під час осінніх дощів.
На ріках розташовано 23 ставки для риборозведення та рекреації.

### Ґрунти
Ґрунтовий покрив району формувався протягом плейстоцену та голоцену. Територія Збаражчини належить до ґрунтової зони Волино-Подільського лісостепу. Переважають сірі лісові ґрунти та чорноземи опідзолені з різним ступенем поверхневого змиву, з підвищеною кислотністю.

### Рослинний світ
Природна флора Збаражчини багата і різноманітна. Поряд з тим на сучасній карті району вона зосереджена на невеликих ділянках лісів, ярах і балках, на горах Товтрового кряжу, по долинах річок, адже територія району сильно розорана і агроосвоєна.
Серед лісів зустрічаємо діброви, грабово-дубові деревостани. У першому ярусі таких лісів переважають дуб звичайний, у другому — граб, липа серцелиста, клен гостролистий, клен польовий, на окремих масивах — береза, осика, черешня. В підліску зустрічаємо бруслини європейську, бородавчасту, свидину кров'яну, ліщину звичайну, жимолость пухнасту, калину-гордовину. У розвиненому флористично багатому трав'яному покриві особливо рясно виростають осока волосиста, яглиця, папороть, зірочник лісовий, копитняк європейський, маренка запашна, підлісник європейський, перлівка поникла, зеленчук жовтий, осока лісова, підмаренник весняний, медунка темна, куцоніжка лісова, веснівка дволиста; цілий ряд ранньовесняних рослин-квітів: підсніжник звичайний, ряст порожнистий і ряст Геллера, печіночниця звичайна, анемона дібровна і жовтецева, зірочки жовті, конвалія травнева, барвінок малий, фіалка запашна.
В багатьох місцях району є незначні посадки соснових лісів віком від 20 до 30 років.
На території району є ділянки із степовою, лучно-степовою рослинністю. Нескельні степи зосереджені на південних схилах пониженнях рельєфу. Найбільш поширені угруповання осоки низької, ковили борознистої. Такі ділянки можна зустріти в околицях сіл Доброводи, Залужжя, Старий Збараж, Максимівка, Киданці. Лучно-степова рослинність в історичні часи займала майже суцільно плакорні і при Подільського плато. Але тепер майже всі площі під лучними степами використовуються під орні землі. Збереглися окремі фрагменти лучних степів Товтрового кряжу (схили), але й вони зазнали суттєвої людської діяльності. Зустрічаються борознисто-типчатники з шавлією, чебрецем, келерією стрункою, люцерною жовтою, лядвенцем рогатим, підмаренником справжнім, трясучкою середньою, перстачем пісковим, еспарцетом; низькосочники з типчаком борознистим, келерією стрункою, віхалкою гіллястою, маренкою дзвониковидною, суховершками великоквітковими, еспарцетом звичайним.
Заплавні луки справжні займають невеликі ділянки в долинах і потоках. В основному їх утворюють угруповання: лучнокостричники, червонокостричники, біломітличники, лучнотонконіжники. Трав'яний ярус таких лук формують: костриця лучна і червона, мітлиця повзуча, тонконіг лучний, конюшина лучна, осока рання, райграс високий, біловус стиснутий, куничник наземний, бекманія звичайна, пахуча трава. Інші: пажитниця багаторічна, тимофіївка лучна, грястиця збірна. Травостій — трьохярусний, тільки на лучнотонконіжниках — чотирьохярусний.
На невеликих ділянках зустрічаються болотисті та торфові луки.
Боліт на території мало. Площа боліт 0,3 тис. га.
Тільки в долинах річок Горині, Гнізної міню у верхів'ях), Гнилої Гнізної трапляються заболочені ділянки. Переважають трав'яні і трав'яно-мохові болота. Лісові болота поширені мало. Серед трав'яних боліт переважають купинно-осокові з лепешником, комишем, лепехою, рогозом, ситником, хвощем.

### Тваринний світ
За своїм сучасним зоогеографічним положенням Збаразький район належить до Європейської лісостепової зоогеографічної зони Дністрово-Галицької округи, Подільсько-Тернопільської степової дільниці, Волино-Подільського лісостепового зоогеографічного району.
У зооценозі орних земель, суходільних лук та пасовищ зустрічаються зелену і сіру ропуху, трав'яну жабу; серед птахів: грак, ворона сіра, горобець польовий, галка, вівсянка звичайна, коноплянку, куріпка сіра, щиглик, посмітюха. Перелітними птахами є: шпак, жайворонок польовий, чайка, ластівка сільська, плиска жовта, одуд, лелека білий, горлиця звичайна; зустрічаються канюк звичайний, яструб малий.
Ссавці орних земель такі: кріт, їжак, білозубка, ласка, заєць-русак, миша, подільський сліпак.
У зооценозі листопадних лісів поширені трав'яна і гостроморда жаба, квакушка, кумка, ропуха, тритон; трапляються ящірка, вуж, гадюка звичайна. Серед птахів переважають горобині (зяблик, синиця велика, дрізд чорний та дрізд співочий), дятел звичайний, одуд, зозуля, сойка. Ссавці лісів представлені кротом, мишами, їжаком, кажанами, дикою свинею, сарною, лисицею, борсуком.
Зооценоз водойм і заплавних вологих лук становлять коропові, окуневі, в'юнові; є щука, сом, озерна та ставкова жаба, кумка червоночерева, ропуха, квакша, ящірки, вуж звичайний. Зустрічається видра, ондатра. Дуже різноманітне птаство: кулики, мартини, качині, горобині, чапля сіра та інші.
Середнім є зооценоз горбистих підвищень, зокрема Товтр. Земноводні тут не численні. Типовими плазунами є ящірка зелена. З птахів зустрічається кам'янка звичайна та птахи інших зооценозів. У нішах і гротах, у печерах Товтр знаходять притулок кажани (підковик малий, нічниця).[джерело?]

## Історія
Від кінця 10 століття до 1349 територія сучасного 3баразького району належала до Київської Русі та Галицько-Волинської держави. У 2-й половині 14 століття захопила Литва; від середини 15 до кінця XVI ст. існувало васальне від Литви і Польщі Збаразьке князівство, яке згодом стало волостю в Кременецькому повіті Волинського воєводства Речі Посполитої.
1773–1918 територія Збаражчини, за винятком Вишнівецької, Зарудненської волостей та сіл Гнидава, Коханівка, Мусорівці Вербовецької волості входила до Австрії (від 1869 — Австро-Угорщина). Вишнівеччина від 1795 до 1917 належала Росії, далі — до УНР, у 1921-1939 — до Польщі (Волинське воєводство). Від листопада 1918 до липня 1919 Збаразький повіт входив до ЗУНР. 1920–1939 належав до Польщі (Тернопільське воєводство), з 1939 — до СРСР.
Під час Національно-визвольної війни під проводом Б. Хмельницького козацьке військо воювало на Збаражчині 1648, 1649, 1651, 1655 і 1657.
25 травня 2014 року відбулися Президентські вибори України. У межах Збаразького району було створено 76 виборчих дільниць. Явка на виборах складала — 77,22 % (проголосували 33 816 із 43 793 виборців). Найбільшу кількість голосів отримав Петро Порошенко — 55,85 % (18 887 виборців); Юлія Тимошенко — 17,20 % (5 818 виборців), Олег Ляшко — 11,30 % (3 822 виборців), Анатолій Гриценко — 8,16 % (2 758 виборців). Решта кандидатів набрали меншу кількість голосів. Кількість недійсних або зіпсованих бюлетенів — 0,66 %.

## Промисловість
Нині в Збаразькому районі працюють промислові підприємства:
- ТОВ «Збаражцукор»,
- завод продтоварів,
- хлібозавод,
- тарний комбінат (місто Збараж)
- Зарубинецький спиртозавод,
- Вишнівецький консервний з-д,
- тепличний комбінат (село Романове Село) та інші.

## Сільське господарство
На початку 2003 діяло 32 колективні сільських господарства, з них найбільші:
- «Поділля» (с. Стриївка),
- «Славутич» (с. Великі Вікнини),
- «Тарасівка».

Працювало також 28 фермерських господарств.

## Транспорт
Територією району проходить автошлях E85.

## Соціальна сфера
У районі:
- 58 загальноосвітніх шкіл,
- 2 музичних школи,
- 2 ДЮСШ,
- 2 ПТУ
- 4 лікарні,
- 8 амбулаторій,
- 56 ФАП,
- 4 фельдшерських пункти.

## Населення
Розподіл населення за віком та статтю (2001)
| Стать | Всього | До 15 років | 15-24 | 25-44 | 45-64 | 65-85 | Понад 85 |
| --- | ------ | ----------- | ----- | ----- | ----- | ----- | -------- |
| Чоловіки | 27 037 | 5699        | 3733  | 8013  | 5936  | 3497  | 159      |
| Жінки | 33 307 | 5551        | 3803  | 9087  | 7566  | 6738  | 562      |
| \| Статево-вікова піраміда \| Статево-вікова піраміда \| Статево-вікова піраміда \| \| ----------------------- \| ----------------------- \| ----------------------- \| \| Чоловіки \| Вік \| Жінки \| \| 159 \| 85 + \| 562 \| \| 304 \| 80-84 \| 822 \| \| 635 \| 75-79 \| 1622 \| \| 1160 \| 70-74 \| 2056 \| \| 1398 \| 65-69 \| 2238 \| \| 1416 \| 60-64 \| 2201 \| \| 1107 \| 55-59 \| 1463 \| \| 1658 \| 50-54 \| 1934 \| \| 1755 \| 45-49 \| 1968 \| \| 2162 \| 40-44 \| 2433 \| \| 1925 \| 35-39 \| 2220 \| \| 1971 \| 30-34 \| 2242 \| \| 1955 \| 25-29 \| 2192 \| \| 1921 \| 20-24 \| 1904 \| \| 1812 \| 15-20 \| 1899 \| \| 2147 \| 10-14 \| 2161 \| \| 2032 \| 5-9 \| 1871 \| \| 1520 \| 0-4 \| 1519 \| |        |             |       |       |       |       |          |
| Статево-вікова піраміда |        |             |       |       |       |       |          |
| Чоловіки | Вік    | Жінки       |       |       |       |       |          |
| 159 | 85 +   | 562         |       |       |       |       |          |
| 304 | 80-84  | 822         |       |       |       |       |          |
| 635 | 75-79  | 1622        |       |       |       |       |          |
| 1160 | 70-74  | 2056        |       |       |       |       |          |
| 1398 | 65-69  | 2238        |       |       |       |       |          |
| 1416 | 60-64  | 2201        |       |       |       |       |          |
| 1107 | 55-59  | 1463        |       |       |       |       |          |
| 1658 | 50-54  | 1934        |       |       |       |       |          |
| 1755 | 45-49  | 1968        |       |       |       |       |          |
| 2162 | 40-44  | 2433        |       |       |       |       |          |
| 1925 | 35-39  | 2220        |       |       |       |       |          |
| 1971 | 30-34  | 2242        |       |       |       |       |          |
| 1955 | 25-29  | 2192        |       |       |       |       |          |
| 1921 | 20-24  | 1904        |       |       |       |       |          |
| 1812 | 15-20  | 1899        |       |       |       |       |          |
| 2147 | 10-14  | 2161        |       |       |       |       |          |
| 2032 | 5-9    | 1871        |       |       |       |       |          |
| 1520 | 0-4    | 1519        |       |       |       |       |          |

## Культура
Діють:
- 16 Будинків культури,
- 44 клуби,
- 62 бібліотеки,
- 2 кінотеатри,
- 51 кіноустановка,

22 колективи художньої самодіяльності мають звання «народний», серед них:
- чоловіча хорова капела «Гомін»,
- районний духовий оркестр,
- жіночий хор «Союзу українок»,
- чоловічий хор Братства ОУН-УПА,
- хори сіл Котюжини й Залісці.

## Спорт
В районі — футбольні клуби «Авангард» і «Галич», спортивний клуб з вільної боротьби «Чемпіон».

## Релігія

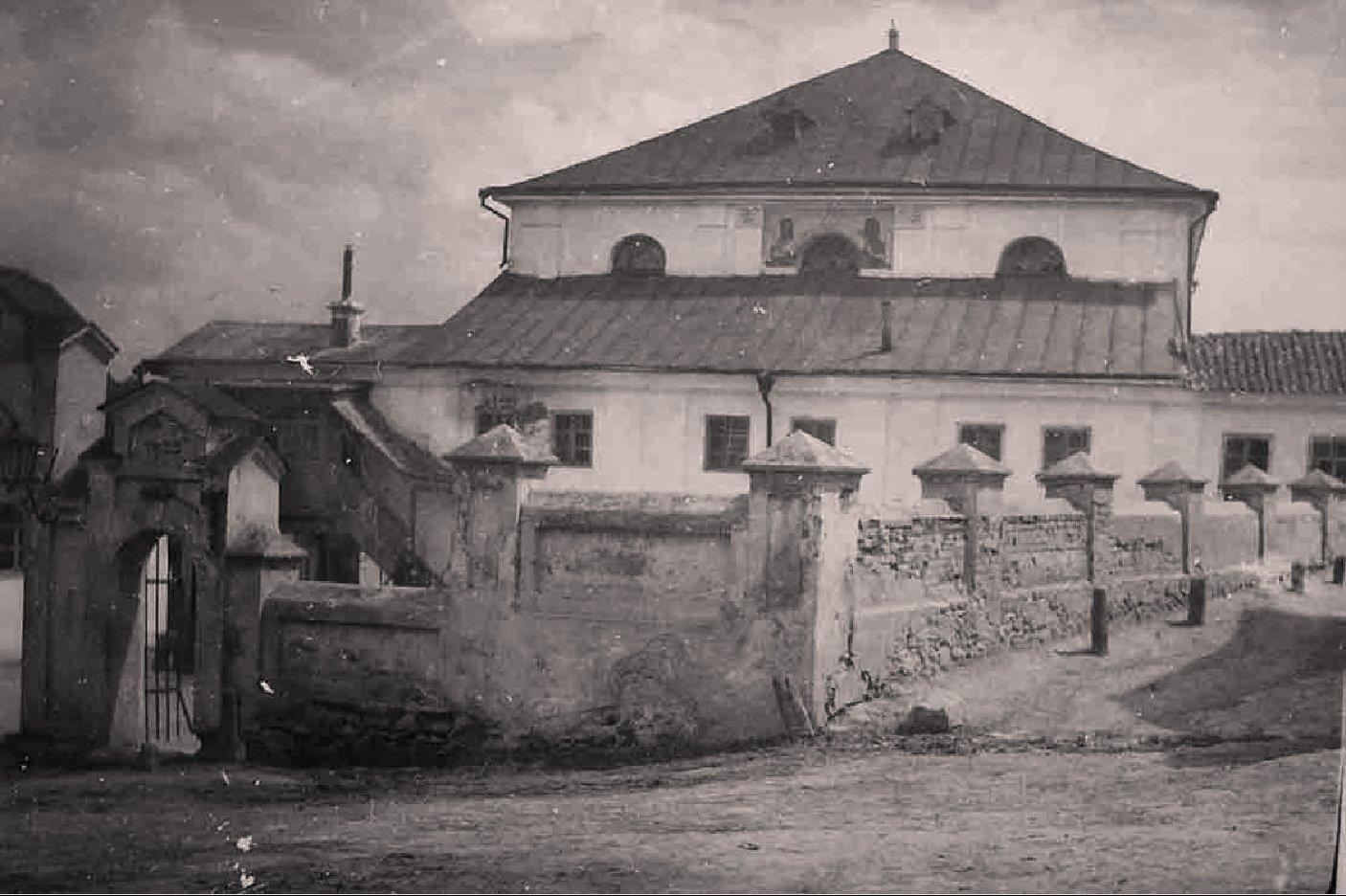
Колишня синагога (Вишнівець)

Діють 97 релігійних громад:
- ПЦУ — 39,
- УГКЦ — 29,
- УПЦ МП — 14,
- РКЦ — 2,
- ХВЄ — 10,
- АСД — 2,
- Свідків Єгови — 1.

### Список усіх дерев'яних храмів
| Назва населеного пункту | Патрон церкви                                       | Рік побудови                     |
| ----------------------- | --------------------------------------------------- | -------------------------------- |
| Великі Вікнини          | святого Великомученика Георгія Побідоносця          | 1741                             |
| Залісці                 | церква Святої Покрови Пресвятої Богородиці          | 1898                             |
| Киданці                 | Святого Димитрія                                    | XVI століття                     |
| Колодне                 | Святого Миколая                                     | 1575, реставрована у 1991        |
| Котюжини                | Святого Великомученика Степана                      | 1930                             |
| Лози                    | Покрови Пресвятої Богородиці                        | 1898                             |
| Раковець                | Святої Трійці                                       | 1970                             |
| Старий Вишнівець        | Різдва Христового                                   | 1845                             |
| Чагарі-Збаразькі        | Святого Юрія                                        |                                  |
| Вишнівець               | Архістратига Михаїла                                | 1726, реконструкція у 1768, 1840 |
| Вишнівець Решнівка      | Вознесіння Господнього Покрови Пресвятої Богородиці | 1530, реконструкція у 1872, 1989 |

## Заповідний фонд
1994 створено Збаразький державний історико-архітектурний заповідник, до якого належить Збаразький замок і Вишнівецький палац.

## Археологічні пам'ятки
На території Збаразького району виявлено залишки палеолітичних стоянок людей (20-15 тис. р. до н. е.), пам'ятки трипільської культури (4-3 тис. р. до н. е.), епох мідно-кам'яного, бронзового та ранньозалізного віків, ранньослов'янської та давньоруської культур.

## Персоналії

### Уродженці
Уродженці Збаразького району:
- війт смт. Підволочиськ, Загородний Максим Теодорович,
- хімік, академік Іван Горбачевський,
- правники:
  - А. Горбачевський,
  - Степан Небеш[4]
  - Г. Славута,
- фізик О. Смакула,
- винахідник В. Джус,
- єпископи УГКЦ:
  - Н. Будка
  - І. Прашко
- архієпископ Й. Верещинський
- військовик Р. Дудинський
- громадські діячі:
  - Р. Осінчук,
  - М. Січинський,
  - А. Шмигельський
  - Я. Остапчук,
- перший командуючий УПА Д. Клячківський (Клим Савур),
- письменники:
  - І. Гнатюк,
  - І. Горбатий,
  - М. Качалуба,
  - О. Лятуринська,
  - П. Сорока,
  - Б. Харчук,
- літературознавці
  - В. Жила
  - А. Музичка,
- вчений-латиніст, професор Віталій Маслюк,
- нар. оповідач А. Грицуняк,
- мовознавець А. Залеський,
- художники:
- Оксана Куца-Ковалишин,
- Аркадія Оленська-Петришин,
- Т. Левків та інші.

## Люди пов'язані із Збаражчиною
Працювали письменники:
- Б. Чепурко,
- Марія Чумарна.

Перебували І. Мазепа (1707), Т. Шевченко (1846), І. Франко (1895–1898, 1900, 1902), Д. Дорошенко (1916–1917), Н. Романович-Ткаченко (1916), Павло Тичина (1958), Олесь Гончар (1977), Дмитро Павличко та ін. відомі діячі.
В серпні 1705 як полковник Миргородського полку війська Івана Мазепи перебував Данило Апостол під час походу на Варшаву.

## Виноски
1. ↑  Постанова Верховної Ради України від 17 липня 2020 року № 807-IX «Про утворення та ліквідацію районів»
2. ↑  ПроКом, ТОВ НВП. Центральна виборча комісія - ІАС "Вибори Президента України". www.cvk.gov.ua. Архів оригіналу за 27 лютого 2018. Процитовано 15 лютого 2016.
3. ↑  Розподіл населення за статтю та віком, середній вік населення, Тернопільська область (осіб) - Регіон, 5 річні вікові групи, Рік, Категорія населення , Стать [Населення за статтю та віком…2001] (укр.). Державна служба статистики України. Архів оригіналу за 28 червня 2021.
4. ↑  Б.Мельничук, В. Уніят. Іван Франко і Тернопільщина.— Тернопіль: Тернограф, 2012. 280 с. ISBN 978-966-457-087-6. с. 261—262
5. ↑  В. Ханас. Апостол Данило // Тернопільський енциклопедичний словник : у 4 т. / редкол.: Г. Яворський та ін. — Тернопіль : Видавничо-поліграфічний комбінат «Збруч», 2004. — Т. 1 : А — Й. — 696 с. — ISBN 966-528-197-6.